# Carpotroche
Carpotroche es un género de arbustos perteneciente a la familia Achariaceae. Se encuentra en América.

## Taxonomía
El género fue descrito por  Stephan Ladislaus Endlicher y publicado en Genera Plantarum 918. 1839.

## Especies deCarpotroche
- Carpotroche brasiliensis (Raddi) A.Gray
- Carpotroche crispidentata Ducke
- Carpotroche grandiflora Spruce ex Benth.
- Carpotroche longifolia (Poepp.) Benth.
- Carpotroche pacifica (Cuatrec.) Cuatrec.
- Carpotroche platyptera Pittier
- Carpotroche ramosii (Cuatrec.) Cuatrec.
- Carpotroche surinamensis Uittien